# Ja’akow Chodorow
Ja’akow Chodorow (hebr.) יעקב חודורוב, (ang.) Yaacov Hodorov (ur. 16 czerwca 1927, zm. 31 grudnia 2006) – izraelski piłkarz, grający na pozycji bramkarza, przez pewien czas uważany za jednego z najlepszych bramkarzy na świecie.
Występował w reprezentacji narodowej Izraela w latach 1949–1964, rozgrywając w tym czasie 31 meczów. Zasłynął z występu ze złamaną ręką, podczas kwalifikacji do igrzysk olimpijskich, przeciwko ZSRR, zagrał wtedy przed 70 tysięczną publicznością.